# 森達拉 (紐約州)
森達拉（英語：Thendara）是位於美國紐約州赫基默縣的普查規定居民點。

## 人口
根據2020年美國人口普查的數據，森達拉的面積為1.52平方千米，當中陸地面積為1.45平方千米，而水域面積為0.07平方千米。當地共有人口195人，而人口密度為每平方千米128.29人。